# Ismet Ekmečić
Ismet Ekmečić, né le 2 février 1969 à Velenje en Yougoslavie (auj. en Slovénie), est un joueur de football slovéno-bosnien, qui évoluait au poste d'attaquant.
Il termine au rang de meilleur buteur du championnat de Slovénie lors de la saison 1997-98, avec un total de 21 buts.

## Biographie
Ismet Ekmečić joue un match en Ligue des champions avec le club du NK Maribor lors de la saison 2000-2001.

## Palmarès

### En club
- NK Maribor :
  - Champion de Slovénie en 2001

- HIT Gorica :
  - Vainqueur de la Coupe de Slovénie en 2002

### Récompenses
- Meilleur buteur du Championnat de Slovénie en 1998 (21 buts)